# Stigliano
Stigliano é uma comuna italiana da região da Basilicata, província de Matera, com cerca de 5.618 habitantes. Estende-se por uma área de 209 km², tendo uma densidade populacional de 27 hab/km². Faz fronteira com Accettura, Aliano, Cirigliano, Craco, Gorgoglione, Montalbano Jonico, San Mauro Forte, Sant'Arcangelo (PZ), Tursi.

## Demografia
| Variação demográfica do município entre 1861 e 2011                               |
|                                                                                   |
| Fonte: Istituto Nazionale di Statistica (ISTAT) - Elaboração gráfica da Wikipedia |